# الویتو (سائو مارتینهو)
الویتو (سائو مارتینهو) (به پرتغالی: Alvito (São Martinho)) یک سکونتگاه مسکونی در پرتغال است که در بارسلوس واقع شده‌است.

## خصوصیات
الویتو ۳۷۹ نفر جمعیت دارد.